# サドン・デス (映画)
『サドン・デス』（原題：Sudden Death）は、1995年のアメリカ映画。ジャン＝クロード・ヴァン・ダムとピーター・ハイアムズが『タイムコップ』に続き再びタッグを組んだパニックアクション。

## ストーリー
元消防士のダレン・マッコードは、火災現場で少女を死なせてしまったショックから職を辞し、現在はピッツバーグのメロン・アリーナの消防管理官として働いていた。
別れた妻との2人の子供を誘い、ピッツバーグ・ペンギンズとシカゴ・ブラックホークスのスタンレー・カップ第7戦の会場にやってきたマッコード。時を同じくして副大統領もVIP席に観戦に訪れていたのだが、そこに潜伏していたテロリストジョシュア・フォスが現れ、自分たちの要求する金額を国が支払わなければ、アリーナを爆破し、副大統領も含めた観客全員を殺すと脅す。さらに、マッコードの娘エミリーも、テロリストの殺害現場を目撃したことから拉致されてしまう。
会場外の警察とも連携の取れない状況で、マッコードは観客や副大統領、そして愛する子供たちを救うために、孤独な戦いを挑むことになる。

## 登場人物

### マッコード家
ダレン・マッコード（Darren McCord）
演 - ジャン＝クロード・ヴァン・ダム
元消防士。現場で少女を死なせてしまった罪悪感から退職し、現在はピッツバーグのアリーナの消防管理官として働いている。妻子がいるが現在は別れて暮らしている。子供達には未練があり機会をうかがってコミュニケーションをとろうとする。基本は落ち着いているがプロの選手を酷評することがあるなど少々口が悪い。
エミリー・マッコード（Emily McCord）
演 - ホイットニー・ライト
ダレンの娘。殺害現場を見たことで捕らえられてしまう。
タイラー・マッコード（Tyler McCord）
演 - ロス・マリンジャー
ダレンの息子。父を慕っている。子供特有のストレートな発言をすることがある。
キャシー・マッコード（Kathi McCord）
演 - ケイト・マクニール
ダレンの元妻。別れた身でありながら子供たちに会いたがるダレンに辟易している。
アスボーン（Usborn）
演 - ジェフリー・ハウエル
キャシーと付き合っている男性。タイラーらとも仲が良く、ダレンにも気さくに振舞う。

### テロリスト
ジョシュア・フォス（Joshua Foss）
演 - パワーズ・ブース
テロリストのリーダー。元は政府と関係を持つシークレットサービスだった。
政府が凍結している資産17億ドルを指定口座へ振り込むよう要求する。送金が遅れた場合は、ピリオドの終了ごとに人質を殺害していき、第3ピリオドではアリーナ自体の爆破を行うことを明言する。
ダレンの妨害により計画が失敗し、最終的に変装しヘリで逃亡を図る。しかし、ダレンにパイロットを射殺され、アリーナ内にヘリごと落下し爆死する。
マシュー・ホールマーク（Matthew Hallmark）
演 - ドリアン・ヘアウッド
警察やシークレットサービスを仕切ることが出来る人物の一人。正体はテロリストの一人。ダレンを追い詰めたように見えて奇策で殺害された。
ヒッキー（Hickey）
演 - マイケル・ガストン
コンピューターの操作を担当。終盤、ボックス席に突入してきたダレンに射殺される。
スクラッチ（Scratch）
演 - ジャック・アーディー
フォスの右腕的存在。ミセス・フェラーラを脅迫し、利用した上で殺害する。終盤でフォスと共にヘリへ搭乗するが、ダレンに射殺された。
カーラ（Carla）
演 - フェイス・ミントン
紅一点。ダレンと格闘戦になるが敗死する。敗れたとはいえダレンと互角に戦った格闘術を持つ。
ウートン（Wootton）
演 - ジョフェリー・C・ブラウン
黒人。警備員を殺害し、彼らに扮してアリーナに潜入する。
ルイス（Lewis）
演 - ジェフ・ハバースタッド
ニット帽をかぶった男。屋上の警備を担当。終盤でダレンと格闘戦を行うが敗れ、屋上からスコアボードに落下して死亡した。
ブリッグス（Briggs）
演 - ジョン・ヘイトリー
おでこの広い男。ブロディと共にトリバーに扮装したダレンを発見するが、その後の格闘戦で敗れる。
フォスの部下 #1（Foss' Man #1）
演 - レイモン・レネ
白髪の男。プラスチック爆弾を解除するダレンを見つけるも、奇策により殺害される。
プラット（Pratt）
演 - フレッド・マンキューソ
キャップを後ろ被りする男。ポップコーン業者に扮してアリーナに潜入する。終盤、ボックス席に突入してきたダレンに銃器で殴り倒された。
トゥーウィー（Toowey）
演 - ブラッド・モニス
パーマヘアの男。警備員を殺害し、彼らに扮してアリーナに潜入する。ダレンを騙し討ちしようとするも揉み合いになり、鶏の骨を首に刺されて死亡した。
ブロディ（Brody）
演 - マニー・ペリー
黒人。トリバーに扮装したダレンを発見するが、その後の格闘戦で敗れる。
ヘリコプターパイロット（Foss Helicopter Pilot）
演 - トーマス・サッチョ
終盤でスクラッチと共に登場し、フォスをヘリコプターに搭乗させる。その直後、ダレンにより射殺される。
フォスの部下 #2（Foss' Man #2）
演 - ヴィニー・シウロ

ブルート（Bluto）
演 - フレッド・ウォー
初老の男。警備員に扮して潜入し、ウートンと共に爆弾を解除するダレンを捜した。
クローナー（Kloner）
演 - ディーン・E・ウェルズ

### アリーナ関係者及び観戦者
ダニエル・ベンダー副大統領（Daniel Bender）
演 - レイモンド・J・バリー
ホッケーファンで、アリーナへ観戦に来ていた。
アンドリュー・フェラーラ（Andrew Ferrara）
演 - ポール・モクニック
アリーナの厨房長。消防責任者のダレンに雑用を頼み、関係者かどうかを判断して入場の是非を決めることができる立場の強さを持つ。
テロリストに利用されたうえで、フォスに殺害される。
ミセス・フェラーラ（Angeline Ferrara）
演 - オードラ・リンドレイ
アンドリューの妻。脅迫されたうえで、スクラッチによって殺害される。
トーマス・ブレア（Thomas Blair）
演 - ブライアン・ディレイト
副大統領と行動を共にするシークレットサービス。終盤まで生存していたが、抵抗しようとしたためフォスに射殺された。
ジョアン・コメッティ（Joan Cometti）
演 - ジェニファー・D・バウザー
マスコットの着ぐるみの仕事をしている女性。カーラに殺害されてしまう。ダレンとは仲が良かったため、彼に遺体を発見されたときは丁重に弔われていた。
ブラッド・トリバー（Brad Tolliver）
演 - ジェイ・コーフィールド
ピッツバーグ・ペンギンズのキーパー。40度の熱を押して試合に出場する。
テイラー市長（Mayor Taylor）
演 - ローン・トーマス
ピッツバーグの市長。夫人（演 - グレンダ・モーガン・ブラウン）と共に人質に捕られ、夫人は第1ピリオドの終了時に殺害される。自身も第2ピリオドで殺害される。
ボールドウィン（Baldwin）
演 - エド・エヴァンコ
ピッツバーグ・ペンギンズのチームオーナー。夫人（演 - ダイアン・ロビン）と共に人質に捕らえられる。
ジェファーソン（Jefferson）
演 - バーナード・カネパリ
ピッツバーグ・ペンギンズのマネージャー。運悪く鉢合わせたテロリストのブロディに射殺される。
ウィルツ（Wirtz）
演 - アラン・クレマン
副大統領と共にボックス席で試合を観戦していた人物。夫人（演 - ディクシー・ティミッツ）と共に人質に捕らえられる。

## キャスト
| 役名                       | 俳優                           | 日本語吹替                            | 日本語吹替                    |
| 役名                       | 俳優                           | ソフト版                              | テレビ朝日版                  |
| -------------------------- | ------------------------------ | ------------------------------------- | ----------------------------- |
| ダレン・マッコード         | ジャン＝クロード・ヴァン・ダム | 大塚明夫                              | 山寺宏一                      |
| ジョシュア・フォス         | パワーズ・ブース               | 佐々木梅治                            | 磯部勉                        |
| ダニエル・ベンダー副大統領 | レイモンド・J・バリー          | 円谷文彦                              | 佐々木敏                      |
| エミリー・マッコード       | ホイットニー・ライト           | 矢島晶子                              | 川田妙子                      |
| タイラー・マッコード       | ロス・マリンジャー             | 近藤玲子                              | 佐藤史紀                      |
| マシュー・ホールマーク     | ドリアン・ヘアウッド           | 家中宏                                | 大塚芳忠                      |
| キャシー・マッコード       | ケイト・マクニール             | 平井美美                              | 千島楊子                      |
| ヒッキー                   | マイケル・ガストン             | 檀臣幸                                | 稲葉実                        |
| スクラッチ                 | ジャック・アーディー           | 大黒和広                              | 村治学                        |
| アンドリュー・フェラーラ   | ポール・モクニック             | 品川徹                                | 名取幸政                      |
| ミセス・フェラーラ         | オードラ・リンドレイ           | 島美弥子                              | 遊佐ナオ子                    |
| トーマス・ブレア           | ブライアン・ディレイト         | 仲野裕                                | 星野充昭                      |
| カーラ                     | フェイス・ミントン             |                                       | 藤木聖子                      |
| トゥーウィー               | ブラッド・モニス               | 大黒和広                              | 宝亀克寿                      |
| ジョアン・コメッティ       | ジェニファー・D・バウザー      |                                       | 浜野ゆうき                    |
| ブラッド・トリバー         | ジェイ・コーフィールド         |                                       | 廣田行生                      |
| テイラー市長               | ローン・トーマス               |                                       | 菅原淳一                      |
| ボールドウィン             | エド・エヴァンコ               | 塚田正昭                              | 塾一久                        |
| ミセス・ボールドウィン     | ダイアン・ロビン               | 島美弥子                              | 寺内よりえ                    |
| ジェファーソン             | バーナード・カネパリ           | 丸山詠二                              |                               |
| ウィルツ                   | アラン・クレマン               |                                       | 斎藤志郎                      |
| アスボーン                 | ジェフリー・ハウエル           | 伊藤和晃                              | 小室正幸                      |
| 役不明又はその他           |                                | 西村知道 喜多川拓郎 松下亜紀 伊藤栄次 | 小形満 清水敏孝 小野健一      |
| 日本語版制作スタッフ       |                                |                                       |                               |
| 演出                       |                                | 松川陸                                | 壷井正                        |
| 翻訳                       |                                | 小寺陽子                              | 徐賀世子                      |
| 調整                       |                                | アオイスタジオ                        | 高橋久義                      |
| 効果                       |                                |                                       | VOX                           |
| 編集協力                   |                                |                                       | IMAGICA 永吉敬文              |
| プロデューサー             |                                |                                       | 圓井一夫 松田佐栄子           |
| 制作協力                   |                                |                                       | ViViA 清宮正希                |
| 制作                       |                                | 東北新社                              | グロービジョン                |
| 初回放送                   |                                | 2017年5月15日 『午後のロードショー』  | 1999年2月1日 『日曜洋画劇場』 |

※2021年11月10日発売の「ユニバーサル 思い出の復刻版 ブルーレイ」には、ソフト版とテレビ朝日版の両方の吹き替えを収録。

## スタッフ
- 監督：ピーター・ハイアムズ
- 製作：モシュ・ディアマント、ハワード・ボールドウィン
- 製作総指揮：アッシュ・R・シャー、アンダース・P・ジェンセン、サニル・R・シャー、サンディップ・R・シャー
- 原案：カレン・ボールドウィン
- 脚本：ジーン・クインターノ
- 撮影：ピーター・ハイアムズ
- 音楽：ジョン・デブニー
- 編集：スティーヴン・ケンパー
- 美術：フィリップ・ハリソン